# Горизонтальные структуры (ПОРП)
Горизонтальные структуры (пол. Struktury poziome) — польские внутрипартийные группы в ПОРП 1980—1982. Возникли под влиянием забастовочного движения и профсоюза Солидарность. Стояли на реформаторских еврокоммунистических позициях, были склонны к сотрудничеству с «Солидарностью», противостояли ортодоксально-догматичному «партийному бетону». Распущены при военном положении.

## Возникновение
Летом 1980 в Польше начались массовые протестные выступления. Руководство правящей компартии ПОРП и правительство ПНР вынуждены были заключить Августовские соглашения с межзаводскими забастовочными комитетами. Было легализовано независимое профобъединение Солидарность.
Многие рядовые члены и даже низовые функционеры трёхмиллионной ПОРП участвовали в забастовках. Возникла тенденция демократизации ПОРП и сотрудничества с новым профсоюзным движением. Организационным выражением стали группы, получившие название Struktury poziome — Горизонтальные структуры. «Горизонтальность» в данном случае означала отказ от беспрекословного подчинения партийно-аппаратной вертикали, самостоятельность и самоуправление. По созвучию польских слов poziom и poziomka горизонтальные структуры шутливо называли «земляникой».
Первотолчком «партийных горизонталей» стала забастовка 21 августа 1980 на заводе судового оборудования Towimor в Торуни. Одним из руководителей забастовочного комитета был экономист Збигнев Иванув, начальник планового отдела предприятия и член ПОРП. 16 сентября Иванув был избран секретарём заводского парткома. Он призвал всех членов партии разработать новую программу ПОРП в духе идей демократического социализма. Уже в октябре Збигнев Иванув был исключён из ПОРП решением Торуньского воеводского комитета. Однако заводская парторганизация не признала исключения. Иванув был избран делегатом на IX чрезвычайный съезд ПОРП, и воеводская партконференция признала его мандат. В мае 1981 он вышел из ПОРП по своей инициативе и с июля возглавлял одну из организаций «Солидарности».
Збигнев Иванув нашёл в партии тысячи единомышленников. Инициатива «горизонталей» была быстро подхвачена во многих региональных и низовых парторганизациях. Основными формами действий являлись партсобрания, выработка программ, создание партклубов. В политико-идеологическом плане активисты призывали к демократизации партии и страны на основе определённого прочтения Ленина и идей еврокоммунизма. Они выступали против сталинизма, национал-коммунизма и антисемитизма, против репрессивной политики. «Солидарность» они рассматривали как союзника в демократическом обновлении социализма. При этом сторонниками «горизонталей» становились обычно партийные реформисты из среди интеллигенции, особенно преподаватели вузов. Рабочие присоединялись гораздо реже, предпочитая вступать в «Солидарность».

## Структура и поддержка
Организационный центр «горизонталей» сложился в торуньском Университете Николая Коперника. По инициативе профессора философии Леха Витковского 27 октября 1980 там была сформирована Консультативно-координационная комиссия партийных организаций (KKPOP). Другими крупными «горизонталями» группами являлись парторганизация Варшавской школы экономики, Быдгощский предсъездовский форум, Щецинский партийный дискуссионный форум (SPFD), гданьская Воеводская предсъездовская комиссия, Познанский форум политической мысли (PFMP), катовицкая Группа предсъездовской дискуссии, вроцлавский Партийный дискуссионный форум «Обновление», белостокская Координационная группа Форума политической мысли, лодзинская Партийная группа обсуждения проблем IX съезда ПОРП, ольштынская Группа партийного действия, влоцлавекская Консультационная партийная организация.
Эти структуры позиционировались как «неформальные антиконсервативные общественные инициативы, разрушающие миф о монополии партийного аппарата на деятельность ПОРП». При этом они, как правило, отвергали обвинения во фракционности, выступали за единство партии на новой программной основе.
Крупнейшими «горизонтальными структурами» являлись торуньская KKPOP, познанский PFMP, варшавская Межвузовская комиссия партийного соглашения. В Торуни группу возглавлял Збигнев Иванув, в Познани — научный сотрудник Университета Адама Мицкевича Юзеф Цегла, в Варшаве — профессор факультета экономика Варшавского университета Збигнев Хрупек. Активно поддержала движение Ассоциация польских журналистов (SDP). Ведущим идеологом «горизонталей» сделался председатель SDP Стефан Братковский. Активную роль играл варшавский юрист Войцех Ламентович.
Особое место занимал Клуб творцов и деятелей культуры «Кузница», созданный в Кракове ещё в 1975. Клубу покровительствовал крупный функционер ПОРП Юзеф Класа, в 1971—1975 — первый секретарь Краковского воеводского комитета, в 1980—1981 — заведующий отделом печати, радио и телевидения ЦК ПОРП. Класа принадлежал к «либеральному» крылу номенклатуры и симпатизировал «горизонталям». Краковская «Кузница» выступала за «социализм без ревизионизма и догматизма», причём ведущим был антидогматический мотив. Клуб организовывал регулярные дискуссии, чтения, авторские встречи, некоторое время издавал ежемесячник Zdanie. В «Кузнице» состояли представители элитарного круга интеллигенции — писатели, художники, актёры, музыканты, журналисты, преподаватели; председателем был известный писатель, поэт и драматург Тадеуш Голуй. «Кузница» выступала за пересмотр программы ПОРП, развитие общественного самоуправления, глубокую партийную реформу. Многие активисты выражали поддержку «Солидарности». Высокий социальный статус членов «Кузницы» укреплял положение «горизонталей» в целом.
Позитивно отнеслась к «горизонталям» группа «либеральных» партийных функционеров: завотделом ЦК Юзеф Класа, первый секретарь Гданьского воеводского комитета ПОРП Тадеуш Фишбах, первый секретарь Краковского воеводского комитета Кристин Домброва, первый секретарь Познанского воеводского комитета Эдвард Скшипчак, вице-премьер Мечислав Раковский. Главным покровителем «горизонтальных структур» в высшем руководстве выступал Анджей Верблан — директор Института фундаментальных проблем марксизма-ленинизма, в феврале-декабре 1980 член Политбюро и секретарь ЦК ПОРП. В 1950-х Верблан был близок к «либеральной» фракции пулавян. События 1980 года он рассматривал как продолжение незавершённых реформ гомулковской оттепели.
Ведущие партийные руководители — первый секретарь ЦК ПОРП Станислав Каня, премьер-министр ПНР Войцех Ярузельский, секретарь ЦК Казимеж Барциковский — поначалу терпимо отнеслись к «новым формам партийной активности». В пользу движения приводился и такой довод: «Члены партии стали читать Маркса, Ленина и документы ПОРП». Предпринимались попытки установить аппаратный контроль над движением. В ноябре 1980 в Варшаве партийные реформисты из преподавательской среды создали Межвузовскую комиссию партийного соглашения. Они обратились с письмом в Варшавский комитет ПОРП и к первому секретарю ЦК Станиславу Кане. На организационной встрече 20 ноября в Польской академии наук присутствовали известные крайним консерватизмом функционеры: первый секретарь Варшавского комитета ПОРП Станислав Кочёлек, первый секретарь Щецинского воеводского комитета Казимеж Цыпрыняк, первый секретарь Торуньского воеводского комитета Зыгмунт Найдовский. Впоследствии это рассматривалось как ловкий тактический ход.
Идеи социалистического обновления были широко распространены в ПНР. Сеть партклубов сформировалась на предприятиях, в учреждениях и вузах. Около миллиона польских коммунистов одновременно состояли в «Солидарности». Однако сами «горизонтальные структуры» не отличались многочисленностью и популярностью. Рядовые члены ПОРП в большинстве своём не верили в демократизацию правящей компартии. Оппозиционную и реформаторскую активность проявляли в «Солидарности». Внутрипартийное противостояние номенклатуре действительно не имело перспектив. Многоопытный Анджей Верблан, даже поддерживая «горизонтали», усматривал в них черты «наивного бунта».

## В политической борьбе
«Горизонтальные структуры» сталкивались с жёстким сопротивлением ортодоксального «партийного бетона» — гораздо более влиятельной силы ПОРП. Первое столкновение произошло уже в августе-сентябре 1980: первым секретарём Торунского воеводского комитета, исключавшего Збигнева Иванува, был видный представитель «бетона» Зыгмунт Найдовский. С конца 1980 организационный отдел ЦК ПОРП стал принимать конкретные меры по ограничению «горизонталей». Соответствующие указания были разосланы воеводским комитетам. Курировал вопрос заместитель завотделом Ежи Грохмалицкий, с весны 1981 — Казимеж Цыпрыняк, ставший во главе орготдела.
Лидеры «бетона» — члены Политбюро Тадеуш Грабский, Стефан Ольшовский, Мирослав Милевский, Анджей Жабиньский, Альбин Сивак, первый секретарь Варшавского комитета Станислав Кочёлек, секретарь ЦК Влодзимеж Мокжищак — с крайней враждебностью относились к «горизонталям». Иногда партийная фронда считалась худшим врагом, нежели «Солидарность» и диссиденты типа КОС-КОР и КНП. В условиях 1980—1981 официальным инстанциям не всегда было удобно вести открытые преследования. Против «горизонталей» использовались организации консервативно-сталинистского партактива, типа Катовицкого партийного форума (KFP), Познанского форума коммунистов (PFK), Движения щецинских коммунистов (RSK), Коммунистического союза польской молодёжи (KZMP), Варшавы 80, Ассоциации «Реальность». Полемика велась на повышенных тонах, с призывами к репрессиям, зачастую на грани физических столкновений.
KFP организовал предсъездовский поток обращений в ЦК с исключить из партии Раковского, Класу, Домброву, Братковского — за подрыв марксизма-ленинизма. Главным объектом атаки из «горизонтальных» активистов являлся Збигнев Иванув — его обвиняли в подрыве руководящей роли ПОРП и в социал-демократических взглядах (чего он сам не считал нужным скрывать). Однако Иванув и его радикальные единомышленники не составляли большинства в «горизонтальных структурах». Более типичной была позиция Стефана Братковского. 23 марта 1981, на фоне Быдгощского кризиса, Братковский опубликовал обращение к членам ПОРП Co wybieramy? — Что выбираем? Он говорил о расколе в Политбюро, призывал поддержать Каню, Ярузельского и Барциковского в противостоянии с «бетоном».
15 апреля «горизонтальные структуры» организовали в Торуни Форум партийного согласия. Участвовали около 400 делегатов, представлявшие порядка 40 предприятий и учреждений. Присутствовали Анджей Верблан, Зыгмунт Найдовский, заместитель заведующего организационным отделом ЦК Рышард Лукасевич (первый был сторонником «горизонталей», двое других — противниками). Выступал секретарь парткома Гданьской судоверфи Ян Лабенцкий (в скором будущем член Политбюро). В резолюции собрания говорилось о «мобилизации членов партии в поисках новых инициатив и новых решений». Выражалось недоверие к «существующим механизмам партийного управления, используемым для манипуляций». Но при этом подчёркивалась приверженность социализму и авангардному статусу ПОРП.
Свои основные надежды активисты «горизонтальных структур» связывали с IX чрезвычайным съездом ПОРП, назначенным на июль 1981. Особое внимание уделялось процедуре выборов делегатов, проектам съездовских документов. На воеводских партконференциях, особенно в Торуни и Познани, велась острая борьба. В большинстве случаев партаппарату и «бетону» удалось блокировать продвижение делегатских кандидатур «горизонталей». Однако определённое представительство на съезде было получено. Съездовские решения выдерживались в «центристском» ключе, ни «горизонтали», ни «бетон» не добились однозначного перевеса. При выборах партийного руководства потерпели поражения некоторые одиозные представители «бетона» (Грабский, Жабиньский, Кочёлек). Новый состав Политбюро («от Кубяка до Сивака») отражал широкий спектр позиций, от «либеральных» до крайне догматических. Но главной сутью решений IX съезда стало резкое усиление позиций коммунистического генералитета во главе с Ярузельским.
12 ноября крупнейшее собрание «горизонтальных структур» — около 600 делегатов — было проведено в Щецине. Участвовали Стефан Братковский и Войцех Ламентович. Место проведения имело особый смысл: в Щецинском технологическом университете базировался SPFD, жёстко полемизировавший с «бетонным» RSK. Делегаты резко критиковали сталинистские тенденции в ПОРП. Было зачитано приветствие от «Солидарности».
Тем не менее, «горизонтальные структуры» не смогли наладить постоянного сотрудничества с «Солидарностью». Наиболее предрасположенные активисты, как Збигнев Иванув, просто оставляли ПОРП и переходили в независимый профсоюз. Войцех Ламентович провёл резонансную дискуссию с Адамом Михником, осудив бюрократический централизм ПОРП. Он затрагивал даже геополитические вопросы — отношения в ОВД, суверенитет восточноевропейских стран. Ламентович рассчитывал встретиться с Лехом Валенсой. Однако в целом «Солидарность» не видела серьёзных оснований сотрудничать с «горизонталями». Идеи демократизации ПОРП и обновления системы «реального социализма» не вдохновляли сторонников радикальных перемен. Активисты «Солидарности» считали партийных реформистов либо хитрыми карьеристами, либо наивными мечтателями. Даже в Познани они обычно игнорировали предложения сотрудничества и не являлись на встречи. Нередко «горизонтальные структуры» на заводах и в вузах рассматривались как конкуренты независимого профсоюза. Единства действий между объективными союзниками не сложилось.

## Завершение
С сентября 1981 руководство ПОРП окончательно сделало ставку на установление военного режима. Было запрещено двойное членство в ПОРП и «Солидарности». Почти все «горизонтальные структуры» распускались (одновременно прекращали самостоятельную деятельность и организации типа KFP). Введение военного положения положило конец движению «горизонталей». Последние группы перестали существовать в 1982 (исключение составила элитарная «Кузница», взятая под плотный контроль). Некоторые активисты, как Збигнев Иванув и Лех Витковский, подверглись репрессиям.
Новая волна массовых протестов в 1988 привела к Круглому столу, победе «Солидарности» на выборах, смене общественно-политического строя и преобразованию ПНР в Третью Речь Посполитую. Многие партийные реформаторы сыграли видную роль в новой польской политике (например, Войцех Ламентович был активным членом Гражданского комитета «Солидарности», деятелем Солидарности труда и Унии труда). Но как структуры они уже не сыграли самостоятельной роли.
«Горизонтальные структуры» ПОРП начала 1980-х стали важным историко-политическим феноменом. Они не имели аналога в правящих партиях коммунистических государств. Но «замкнутый круг» партийных идеологических установок ограничивал развитие, сковывал инициативу, мешал объединению с массовым протестным движением.